# Thamnochortus ellipticus
Thamnochortus ellipticus är en gräsväxtart som beskrevs av Neville Stuart Pillans. Thamnochortus ellipticus ingår i släktet Thamnochortus och familjen Restionaceae. Inga underarter finns listade i Catalogue of Life.